# 塞貝科羅

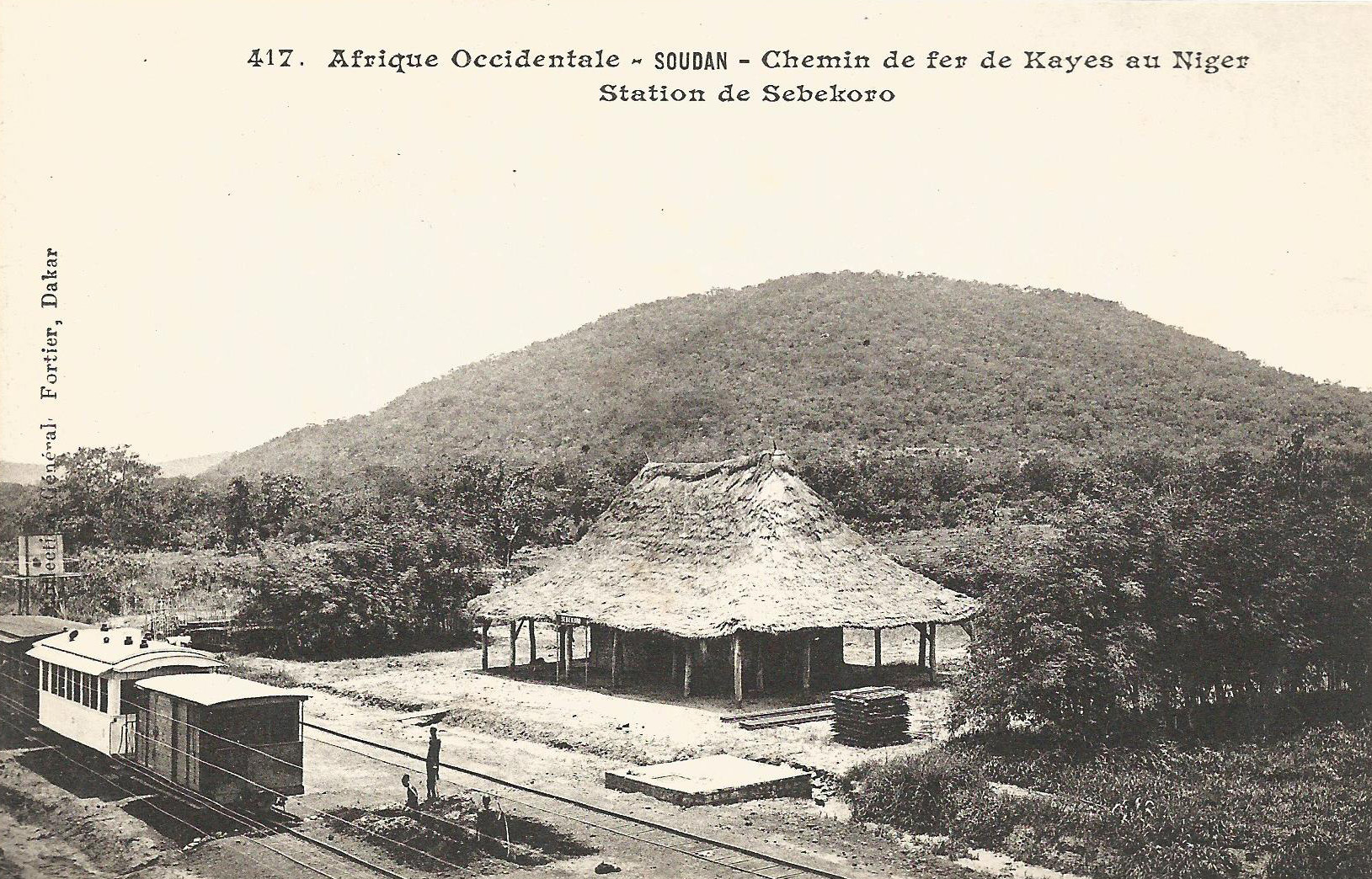
塞貝科羅的火車站

塞貝科羅（法語：Sébékoro），是馬里的城鎮，位於該國西部，由卡伊區的基塔省負責管轄，面積1,522平方公里，海拔高度316米，2009年人口39,030，人口密度每平方公里26人。